# Dionigi Andrea Pasio
Dionigi Andrea Pasio (San Gillio, 25 maggio 1781 – Alessandria, 26 novembre 1854) è stato un vescovo cattolico italiano.

## Biografia
Nacque a San Gillio, nei pressi di Torino, il 25 maggio 1781 e fu ordinato sacerdote il 25 febbraio 1804.
Venne nominato vescovo di Alessandria il 15 aprile 1833 durante il pontificato di papa Gregorio XVI e consacrato il 21 aprile successivo da Giacomo Filippo Fransoni, cardinale presbitero di Santa Maria in Ara Cœli, insieme a Giuseppe della Porta Rodiani, patriarca titolare di Costantinopoli, e Luigi Bottiglia Savoulx, arcivescovo titolare di Perge, in qualità di co-consacranti.
Ricoprì numerosi incarichi tra i quali dottore di scienze e lettere presso l'Università degli Studi di Genova e presidente del Magistrato della Riforma del Regno di Sardegna; ancora presidente abbandonò la sua posizione sentendosi stretto nella morsa della censura, in seguito alla vicenda che aveva costretto all'esilio Luigi Fransoni, arcivescovo metropolita di Torino.
Morì ad Alessandria il 26 novembre 1854 e fu sepolto nella cattedrale della stessa città.

## Genealogia episcopale
La genealogia episcopale è:
- Cardinale Scipione Rebiba
- Cardinale Giulio Antonio Santori
- Cardinale Girolamo Bernerio, O.P.
- Arcivescovo Gian Galeazzo Sanvitale
- Cardinale Ludovico Ludovisi
- Cardinale Luigi Caetani
- Cardinale Ulderico Carpegna
- Cardinale Paluzzo Paluzzi Altieri degli Albertoni
- Papa Benedetto XIII
- Papa Benedetto XIV
- Papa Clemente XIII
- Cardinale Bernardino Giraud
- Cardinale Alessandro Mattei
- Cardinale Pietro Francesco Galleffi
- Cardinale Giacomo Filippo Fransoni
- Vescovo Dionigi Andrea Pasio